# طوطی سرطلایی
طوطی سرطلایی(نام علمی: Aratinga auricapillus) نام یک گونه از سرده دم‌قیفی‌ها است.